# Glowworm (Schiff, 1936)
HMS Glowworm (H92) war ein Zerstörer der G-Klasse der britischen Royal Navy. Im Zweiten Weltkrieg wurde der Zerstörer mit den Battle Honours „Atlantic 1939“ und „Norway 1940“ ausgezeichnet.
Am 8. April 1940 sank der Zerstörer vor Norwegen, nachdem er den Schweren Kreuzer Admiral Hipper mit Torpedos angriff und rammte.

## Geschichte
HMS Glowworm war der erste der beiden Zerstörer der G-Klasse, die bei Thornycroft in Woolston bei Southampton gebaut wurden. Nach der Bestellung am 5. März 1934 erfolgte die Kiellegung des Neubaus 1125 am 15. August 1934.
Das dritte Glowworm der Royal Navy lief am 22. Juli 1935 als erstes Schiff der G-Klasse vom Stapel und wurde am 22. Januar 1936 auch als erste Einheit der Klasse in Dienst gestellt.

### Einsatzgeschichte
Mit ihren Schwesterschiffen kam die Glowworm 1936 zur „1st Destroyer Flotilla“ bei der Mediterranean Fleet. Erstes Einsatzgebiet wurden die spanischen Gewässer zur Beobachtung des spanischen Bürgerkriegs und zur Durchführung der Neutralitätspatrouillen. 1937 und 1938 war der Zerstörer im späten Frühjahr zur Durchführung von Reparaturen in Portsmouth. Ab September 1938 war der Zerstörer während der Sudetenkrise wieder im östlichen Mittelmeer im Einsatz und lief unter anderen mit dem Leichten Kreuzer Arethusa nach Aden. Im Mai 1939 kollidierte die Glowworm während einer Nachtübung mit der Grenade und fiel wegen der notwendigen Reparaturen für einen Monat aus. Beim Kriegsausbruch war der Zerstörer einsatzbereit in Alexandria.
Vom 19. bis zum 22. Oktober 1939 verlegte die Glowworm mit der ersten Gruppe der Flottille (Gallant, Grafton, Greyhound) nach Plymouth zum Western Approaches Command, um die südwestlichen Zufahrtswege zu den britischen Inseln zu sichern. Am 12. November 1939 wechselte Glowworm zur „22nd Destroyer Flotilla“ nach Harwich um Sicherungs- und Überwachungsaufgaben in der Nordsee zu übernehmen.
Am 22. Februar 1940 rammte ein schwedischer Dampfer bei Nebel den vor Anker liegenden Zerstörer, der wegen der notwendigen Reparaturen bis zum 20. März 1940 ausfiel und dann zur Home Fleet nach Scapa Flow kam.

Am 5. April 1940 begleitete die Glowworm mit den Zerstörern Greyhound, Hero und Hyperion den Schlachtkreuzer Renown zur norwegischen Küste. Der Schlachtkreuzer sollte die Operation Wilfred absichern, bei der mehrere Zerstörergruppen Minen in norwegischen Gewässern legen sollten.

### Das Ende derGlowworm
Durch die vergebliche Suche nach einem über Bord gegangenen Besatzungsmitglied hatte der Zerstörer den Kontakt zu seinem Verband verloren. Bei dem Versuch, wieder zum Verband der Renown aufzuschließen, begegnete er Teilen des im Rahmen des Unternehmens Weserübung zur Besetzung von Trondheim und Narvik fahrenden deutschen Flottenverbands. Dieser war durch das schlechte Wetter auseinandergerissen und hatte sich über eine weite Fläche verteilt. Zuerst wurden von der Glowworm zwei Zerstörer gesichtet, auf die der englische Zerstörer das Feuer eröffnete. Der deutsche Zerstörer Bernd von Arnim aus der Narvik-Gruppe nahm das Gefecht an und bat den Verband um Unterstützung. Der Schwere Kreuzer Admiral Hipper lief darauf zur Unterstützung heran und griff nach etwa 30 Minuten in das Gefecht ein.

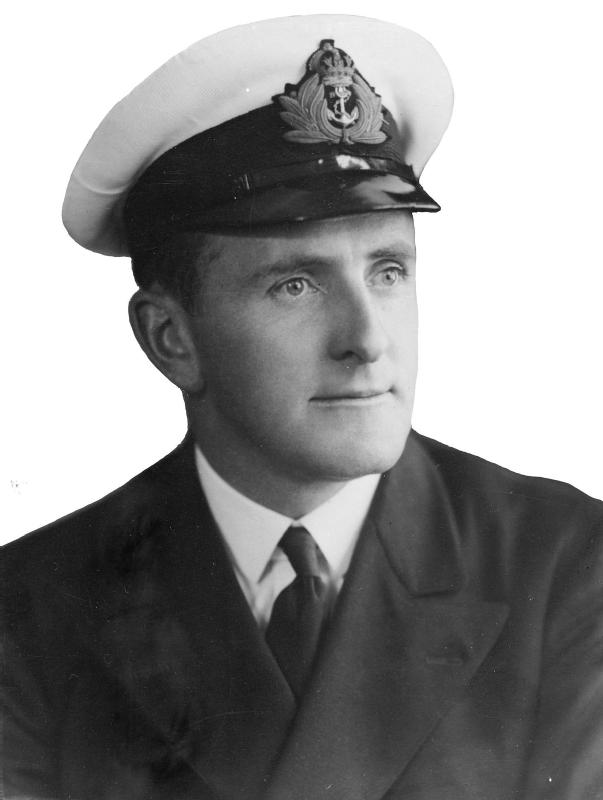
Lieutenant Commander Gerard Roope

Obwohl hoffnungslos unterlegen, nahm die Glowworm den ungleichen Kampf auf, legte eine Nebelwand und schoss, schwerem Artilleriefeuer ausgesetzt, Torpedos auf die Admiral Hipper, die jedoch nicht trafen. Mehrmals von der überlegenen Artillerie der Admiral Hipper schwer getroffen, versuchte der Zerstörer schließlich in einem letzten verzweifelten Versuch, die Admiral Hipper durch Rammen zu versenken oder zumindest schwer zu beschädigen. Bei der Kollision wurde der Kreuzer erheblich am Bug beschädigt, während die Glowworm unter den Bug des Kreuzers geriet und dadurch ihr gesamtes Vorschiff bis zum Brückenaufbau verlor. Sie trieb brennend einige Minuten neben der Admiral Hipper, kenterte dann und sank nach mehreren Kesselexplosionen. Nur 40 Überlebende konnten aus dem Wasser gerettet werden, von denen zwei später an Bord starben. Einige der Verletzten erlitten schwere Vergiftungen durch ausgelaufenes Heizöl, das auf der Meeresoberfläche trieb.
Der Kommandant der Glowworm, Lieutenant Commander (Korvettenkapitän) Gerard Roope, der mit seinem Schiff untergegangen war, erhielt postum als erster britischer Soldat im Zweiten Weltkrieg das Victoria-Kreuz, die höchste britische Tapferkeitsauszeichnung. Dies geschah unter anderem auf Empfehlung von Kapitän zur See Hellmuth Heye, des Kommandanten der Admiral Hipper, der über das Rote Kreuz einen sehr lobenden Bericht über Roopes Tapferkeit an die britische Admiralität übermittelte.

## Technische Beschreibung
Die Glowworm erhielt als einziges Schiff seiner Klasse zur Erhöhung der Torpedobreitseite zwei Fünffach-Torpedorohrsätze vom Typ PR Mk I statt solche mit vier Rohren vom Typ Mk VIII. Dabei wurden 10 Tonnen Mehrgewicht und zwei weitere Mann für die Bedienung durch Verringerung der Heizölkapazität auf 455 t (statt 470 t) ausgeglichen. Als Torpedo wurde der Mk IX geführt.